# Шишков Олександр Валерійович
Олександр Валерійович Шишков (19 травня 1980, Сергіївка, Одеська область — 1 липня 2022, там же) — український гравець у пляжний футбол, футбольний тренер та функціонер. Загинув внаслідок російського ракетного удару.

## Біографія
Народився у селищі Сергіївка Одеської області. В юності займався футболом, проте на професійному рівні не грав.
У чемпіонаті України з пляжного футболу виступав за одеські клуби «Перемога» та «Глорія». У 2005 році, у складі збірної України, брав участь у чемпіонаті світу з пляжного футболу в Ріо-де-Жанейро, де відіграв 1 матч (чвертьфінальний поєдинок проти Португалії).
Закінчив Одеський національний університет ім. Мечникова та Національний університет фізичного виховання та спорту України. Завершивши виступи, у 2010 році створив в Одесі дитячо-юнацький футбольний клуб «Атлетік», причому для купівлі штучного газону для школи продав власну квартиру. Будучи президентом клубу, одночасно працював у ньому тренером. Також працював на різних посадах в Одеській обласній асоціації футболу та обіймав посаду президента Асоціації пляжного футболу Одеси.
Загинув 1 липня 2022 року внаслідок російського ракетного удару по базі відпочинку у Сергіївці. Похований в Одесі на Таїровському цвинтарі.

## Дивіться також
- Список українських спортсменів, тренерів і функціонерів, що загинули під час Революції гідності чи внаслідок російської агресії в Україні